# Negernbötel
Negernbötel (igual en baix alemany i en alemany) és un municipi de l'amt de Trave-Land al districte de Segeberg a Slesvig-Holstein a Alemanya. El 30 de setembre del 2015 comptava amb 980 habitants sobre una superfície de 16,97 km².
Conté els veïnats Heidkaten, Stüff i Kiebitzholm i des de l'1 de gener va incorporar el municipi d'Hamdorf.
S'han trobat tombes de l'edat de pedra a un pujol boscós i artefactes tèxtils en una explotació de torba de l'edat de ferro. De les tombes megalítiques no en queda gairebé res, com que la població posteriar va utilitzar les pedres per a noves construccions. Els primers esments escrits daten del 1192 Botele i Osterbotele del 1305. El poble es troba en una elevació sorrosa a la vall del Faule Trave, un afluent del Trave, fins que al segle xvi les zones pantanoses al marge del riu van ser assecades per obtenir terres de conreu. S'hi van explotar la torba. El nom prové de Botele (una variació del súfix més freqüent -büttel i significa masia o assentament. Quan el 1306 el monestir de Segeberg va adquirir un altre poble amb el mateix nom, es va afegir l'adjectiu neger, baix alemany per a més a prop, i el segon va prendre Fehren, de feern, més lluny (del monestir).